# Campona (római erőd)

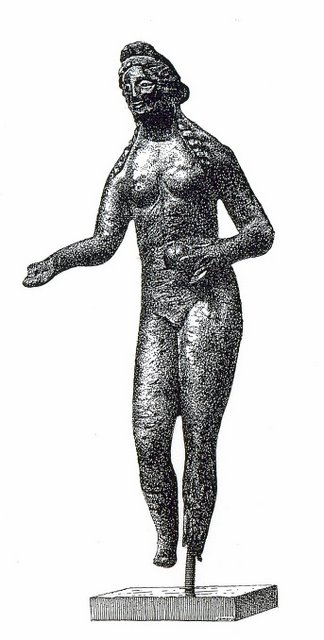
Vénusz-szobrocska

Campona római kori erőd, Aquincumtól délre helyezkedik el; az Exercitus  Pannoniae erődláncolatának tagja. A Duna partján állt, amihez feltehetően egy kikötő is csatlakozott. A Traianus császár halálát követő szarmata háborúkkal összefüggésben a 2. század elején palánkvárként épült, és csak a század végén építették át kőerőddé. Létesítése Aquincum fokozottabb védelmét szolgálhatta. Fennállása során többször leégett; újjáépítései egyben szinte mindig átépítést is jelentettek. Ez adja jelentőségét is: alaprajzán nyomon követhetjük a római erődépítés fejlődését a 2. századtól a 4. századig. Romjai sokáig láthatóak voltak: ma már csak pár falszakasz csonkja látható a felszínen. A tábor Nagytétény központjában, a délkeleti részére épült Kastélymúzeum mögött közvetlenül helyezkedett el.

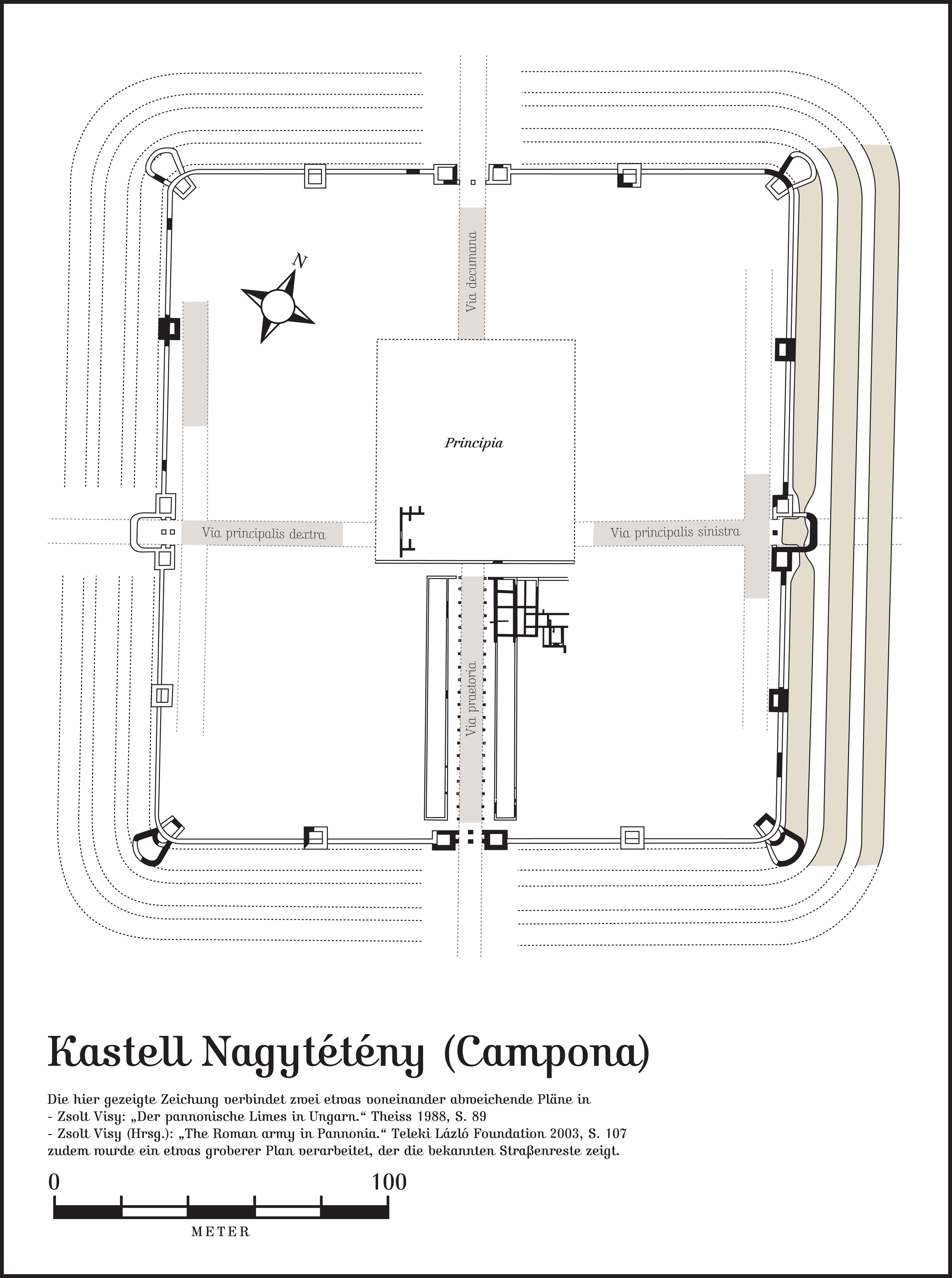
A tábor alaprajza

## Elhelyezkedése
Budafoknál a Tétényi-fennsík keleti pereme egészen a Dunáig ér. Ettől délre ismét kitágul a horizont, széles, az Érd-Tétényi-öblözetben sík a vidék. A Háros-sziget alatt épült fel az erőd, közelében a Duna jobb partjának öblözetében, tőle nyugatra és délre a folyam árterében mocsár húzódott. A rómaiaknak emiatt jobban megalapozott utakat kellett építeniük; ennek az útnak a szakaszai még a 19. században is láthatóak voltak. (Rómer Flóris több szakaszát is azonosította.) A tábor az eraviszkuszok szállásterületén feküdt, közelében településük is volt. Bár a telepet még nem találták meg, településnyomaikat az Angeli utca, Baross telep, Bartók Béla utcában találták meg. Temetőjük egy részletét 1. és 2. századi sírokkal a Harbor Park közelében tárták fel. Szemben, a Csepel-szigeten, Lakihegy környékén hosszú területen bronzkori telepek sorakoztak. Campona így a dunántúli kelta és az alföldi szarmata lakosság fontos kereskedelmi, átkelési pontját ellenőrizhette. Dunaharasztinál, a Duna bal partján Marsigli még egy római erődöt és kőbányát jelez, amelyet sánc vesz körül. A kőbányát eddig nem sikerült fellelni, de az erőd betöltött árkainak maradványait Rómer Flóris még látni vélte. Régészeti kutatás eddig nem találta meg e helyet.

## A palánktábor
A 2. század elején, 120 körül létesítették földsáncból. E korból tartóoszlopok beásásait találták meg; ezek 80-120 cm átmérőjűek és 1 méterre süllyednek az alaptalajba. Így lehetséges, hogy a tábor falainak csak az alja volt földsáncból és ezen fagerendákból összerótt felépítmény nyugodott. Már ekkor kőből épültek meg a kaputornyok és a saroktornyok alapfalai. Ezek gyenge alapozásúak, 70 cm szélesek, külső borítás nélkül; a felmenő falakat nem ismerjük. A saroktornyok a tábor belseje felé ugrottak be; kívülről nem látszottak. A falakat belülről út követte: a via sagularis. Ez kavicsos volt, kiképzése a közepe felé lejtett, mintegy árkot alkotva. Mellette, a keleti kapunál szabadon lévő szennyvízárok húzódott. Az erődöt már ekkor V alakú sáncárok védte; szélessége 4,8 méter, legmélyebb pontját a mai aszfaltúttól számítva 4 méterre találták meg. Az ebből kitermelt földdel a tábor belső területét töltötték fel; ez a mesterséges plató az 1960-as években még felismerhető volt.

## Az erőd

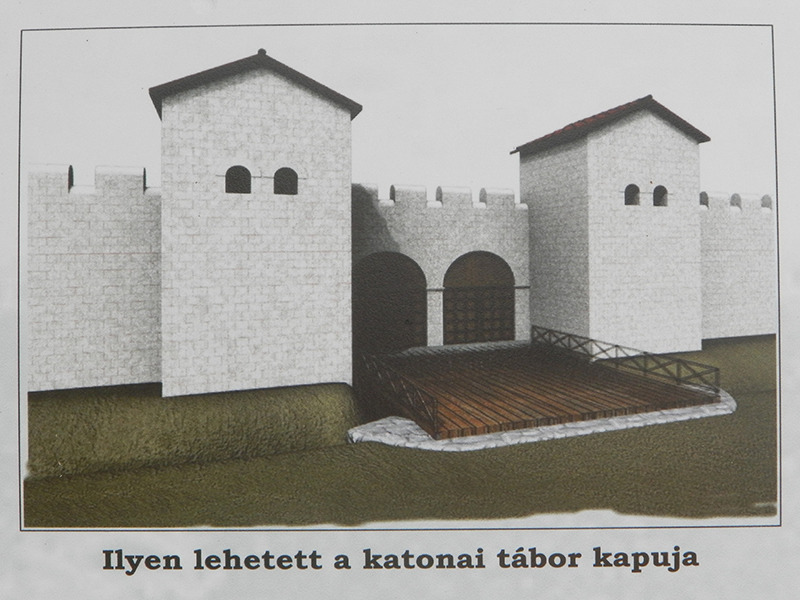
A keleti főkapu rekonstrukciója

### Az első kőtábor
Mivel egy szarmata támadás 170 körül a tábort szinte teljesen elpusztította, először elegyengették a romokat; ez még jobban megemelte a tábor belső területét. A markomann háborúk lezárása (179) után, a 2-3. század fordulóján építették át kőből. 178x200 méteres négyszöget bezáró falai a sarkokon lekerekítettek; minden oldalán tornyokkal megerősített kapu található. Főkapuja a Duna irányába, a barbárok felé nézett. A tábor sarkain, valamint a sarkak és a kaputornyok között befelé ugró bástyák álltak; tehát ezekből kívülről nem látszott semmi. A kaputornyok és a sarokbástyák helyén korábban már volt kőfal; itt ezeket alapként használták és a keskenyebb falakra rakták az új, vastagabb falak köveit. Ezek kb. 1,4 méter szélesek, teljes egészében kőből épültek és kváderkövekkel borították, tetejüket cseréppel fedték. A bástyák és a kaputornyok közötti falak újonnan épültek, más technikával. Ezek gyengén alapozottak, szintén 1,4 méter szélesek. Csak pár sor épült kőből, nagyjából 60 cm magasan, majd erre épült öntötthabarcsos technikával a fal további része, egészen a római járószintig. Utána erre a kőalapra faszerkezetet ácsoltak és a faszerkezet közeit agyag téglákkal kifalazták. A bástyák belmérete a tábor felé 4,3 méter, szélességük ismeretlen. Tetejükön szintén volt cserépborítás. Az erőd falát belülről földsánc támasztotta. A tábor kőfalának megépítésével párhuzamosan újabb árokrendszert ástak ki; ennek vonala metszi a korábbi, sekélyebb árok bedöngölt rétegeit. Az árok a nyugati táborfaltól kb. 2 méterre kezdődött; 6 méter széles és 3,53 méter mély volt. Alja teknő alakú.
A porta praetoria a Dunára nézett. Falainak vastagsága kb. 1 méter; külső borítókövei még nem faragottak. A kaputornyok padlózata lágyabb homokkőlapokkal volt borítva. Innen indult észak felé a via praetoria, egy 6,7 méter széles, kavicsos alapozású háromsávos út. Az út két oldalán oszlopsor húzódott, ahol az oszlopok 3,6 méterenként követték egymást. Az oszlopsor alapfala 54 cm széles, az oszlopbázisok 74x74 cm nagyok. Az oszlopcsarnok 2,1 méter széles volt és egy boltsor (taberna) tetőzetét tartotta. A bolthelyiségek 5,2 méter mélyek, falaik favázas technikával épültek. A boltsor mögött 2 méter széles utca (inkább sikátor) húzódott. A boltsor egészen az erőd két főútja, a via praetoria és a via principalis találkozásáig tartott. Itt emelkedett a tábor parancsnoki épülete, a praetorium. Eddig csak kis részletét sikerült feltárni, mivel szinte teljesen beépült a területe. A feltárt épületrészek beleesnek a via principalis vonalába, így feltételezhető, hogy ez az út itt az épület boltívei alatt futott. A via principalis útfelületét 10-15 cm vastag apró kavicsos, letaposott kemény föld alkotta. Ez az út vezetett a keleti főkapuhoz, a porta principalis sinistrához. Ennek két tornya volt; az északi kaputorony belmérete 5,6x5,3, a délié 5,4x5,3 méter. Tetejüket cseréppel fedték. A két torony között fal húzódott. A kétosztatú kapu hossztengelyében előkerült az egy tömbből kifaragott középpillér, mérete 1,3x1,08 méter. Ebből következik, hogy a kapuszárnyak a két torony közti falban kialakított boltíves nyílásokat zárták csak le. A kapu az erőd belseje felé nyílott. Előtte a kapuzat kereszttengelyéig benyúlva egy hídfőállást képeztek ki, mivel az első védőárok itt közvetlenül a falnál kezdődött (a kapuépítménybe is benyúlva). Ezért az árkot itt híd ívelte át. A kapuval szemben a híd másik pillérét is megtalálták. A porta decumanát az Iskola utca 7-9. szám alatt tárták fel. A tábor falait belülről egy 6 méter széles út kísérte: a via sagularis. Mellette a keleti és a nyugati oldalon is találtak fedett csatornát; faragott kőhasábokból falazták épített fenék nélkül. Déli irányba, a Duna felé lejtettek. A nyugati oldalon, a fürdőnél lévő csatorna tetejét 1,26 méter széles kőlapokkal burkolták, míg a keleti főkapunál a korábbi, nyitott szennyvízárkot építették át fedett csatornává. Ez a közmű 80 cm mély; 35-40 cm széles, 10 cm vastag kőlapokkal fedték.
Egy későbbi periódusban a négyszögletes belső sarokbástyák elé a külső táborfalhoz lazán kapcsolódó, félkör alakú tornyokat emeltek, így a saroktornyok már túlnyúlnak a táborfalon. Ezek falstruktúrája olyan, mint a belső tornyoké, vastagságuk 1-1,2 méter. Járdányi-Paulovics István spoliákat – másodlagosan felhasznált díszítményes köveket – is megfigyelt. A fal kifelé sima, részben kváderekkel borítva; belül falépcső nyomaira bukkantak. Építési ideje nem ismert.

### A 3. század végi átépítés
260 körül ellenséges támadás érhette az erődöt, mert ebből a korból zárt kincslelet került elő. Ebben Gallienus és II. Claudius császár pénzei vannak jelen nagy számban. A tabernasor is ekkor pusztult el. A század végén a keleti kapu elé építenek egy félhold alakú falat. Ezzel leszűkítik a bejáratot, egyben jobban védhetővé is tették, de a hidat és a kaput ekkor még használják. A kapun belül az út ismét kiszélesedett. A cseréppel fedett kaputornyok lakófunkciót kapnak.

### 4. század

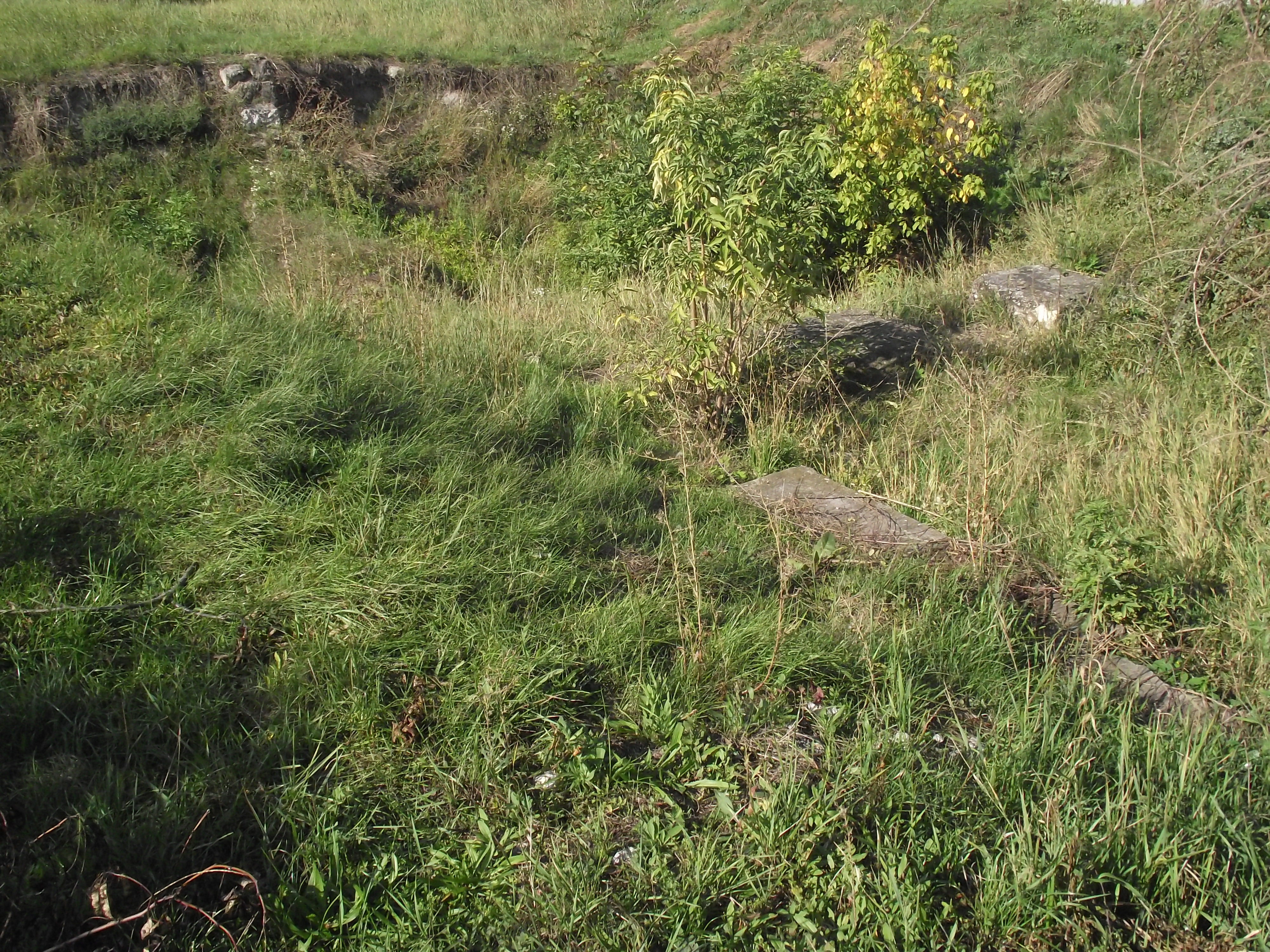
A tábor megmaradt falcsonkja

322 és 333 között szarmata támadás rongálta az erődöt; az északi saroktornyok közül az egyik biztosan elpusztult. Ezután, a constantinusi időkben, jelentős átépítések történtek a táborban. A sarkokon az árokrendszert betömték és erre 1,9 méter vastag falazatú, legyező alakú saroktornyokat emeltek. Építésükhöz nem egységes technikát használtak. Fülep Ferenc megállapítása szerint leraktak egy sor követ, ezt vastag habarcsréteggel borították, majd erre következett a következő sor kő, stb. Ezzel szemben Járdányi-Paulovics István úgy találta, hogy öntött fal volt, kívül kváderekkel, belülről kisebb kövekkel borítva. Van, ahol a korábban épített félkör alakú bástyát lebontják és van, ahol az új, legyező alakú saroktornyot ez elé építik. A kapuk és a saroktornyok között lévő bástyák elé teljes szélességben új pilléreket építenek úgy, hogy formája az erődfal elé kiugró bástyát képezzen. Ezeket öntötthabarcsos technikával, 1,8 méter széles falakkal építették meg; 40x35 cm nagyságú kváderkövekkel rakták ki. Tetőzetüket cseréppel fedték.
A keleti kapunál lévő hidat megszüntetik és az alatta lévő árkot agyagos épülettörmelékkel feltöltik. A kaput – és vele szemben a nyugati kaput is – végleg elfalazzák egy patkó alakú fallal, így egy-egy hatalmas, kiugró bástyát nyerve. Falainak vastagsága és építési technikája megegyezik a legyező alakú saroktornyokéval. A falat belülről támasztó földsáncot elbontják és a fal védelmében hoznak létre új szálláshelyeket. Ezek agyagfalú, agyagpadlózatú helyiségek voltak; az egyikben kemencét is találtak. A praetoriumnál is jelentős átépítések történtek. A praetorium eddig előkerült falait elbontják, helyükön teret képeznek ki. Az egykori tabernasor végén, e térhez közel a tabernához képest kissé eltérő tájolású épületet emeltek, amihez felhasználták a taberna alapfalait egyéb, itt talált kő építőanyaggal együtt. Az új épület fala is favázas technikával épült; funkciója ismeretlen. Az erőd északnyugati sarkában (a mai iskola helyén) állt a tábor fürdője; hogy ekkor épült-e, az bizonytalan, mindenesetre ekkor építkezés történt rajta.
A korábban meglévő árokrendszer előtt egy méterrel újabb, az előzőnél mélyebb, V alakú árkot ástak ki. Szélessége 6,6 méter, mélysége 4,8 méter körül lehetett. Közvetlenül előtte egy sekélyebb árkot is vontak: 1,7 méter széles és 2,2 méter mély volt. Ezek ölelték körül a megváltozott formájú erődöt. I. Valentinianus korában a keleti kapu leég; helyreállításának emlékei lehetnek Frigeridus dux bélyeges téglái.

## Helyőrsége
Az erőd első helyőrsége a germán ala I Tungrorum Frontoniana lovascsapat volt. Egy 110-ben kiadott katonai diplomán már a tartományban említik a csapatot; feltehetően már ekkor ez volt a táborhelye. Ez a csapat építette a tábor első formáját, a fából készült palánktábort. 138-ban vezényelték Campona-ba az új helyőrséget, az ala I Thracum veterana sagittariorum civium Romanorum-ot, vagyis a trák veteránok első nyilas aláját, akik római polgárjoggal rendelkeztek. A markomann háborúk után ez a csapat építette kőbe a korábbi palánktábort. Az egységet utoljára 251-ben említik. A 3. század elején a lovas őrszolgálatot ellátó ala mellett az erőd gyalogos helyőrségét a legio II adiutrix egy osztaga (vexillatio) szolgáltatta. A 4. században a csak a Notitia Dignitatum-ban említett lovascsapat, az equites Dalmatae védte Camponát.

## Neve
Az Itinerarium Antonini szerint Campona Aquincum és Matrica között félúton (in medio) helyezkedik el. Ez alapján Schönwisner István Budafokon keresi, míg Katancsich 1826-ban (helyesen) Nagytéténybe helyezi. Bár utána Rómer Flóris Buda és Promontor között kereste és Salamon Ferenc Tétényt Matricanak hiszi, a 19. század végén Budafokon előkerült római mérföldkövek Matrica Százhalombattával történt azonosítása után Nagytétény Camponával való azonossága már a tábor maradványainak feltárása előtt általánosan elfogadottá vált: ezt mutatja a Pauly-Wissowa Real-Encyklopädie szócikke 1899-ben, illetve Petz Vilmos Ókori Lexikonja 1902-ben. Graf András szerint az erőd neve kelta eredetűnek tűnik. Lábjegyzetben összeveti Campodunum-mal (a mai Kempten), illetve a szó gyökerét a gall Cambono-val.
Campona neve még három ókori forrásban maradt fenn. Az egyik Publilius Optatianus Pophyrius Nagy Konstantint dicsőítő verse, melyben megemlékezik egy győztes csatáról, melyet a császár a szarmaták ellen vívott. Ebben meg is nevezi a győzelem helyét: Campona. Neve előfordul a Notitia Dignitatum-ban is. Zosimus bizánci történetíró 500 körül írt művében szintén leírja Nagy Konstantin szarmaták elleni harcát és győzelmét 322-ben. Magát a győzelem helyét nem nevezi meg, de azt leírja, hogy a felmentett város falainak csak az alsó része volt kőből, a felső része faszerkezetű volt. Bár a legújabb kutatások szerint ez illik a táborra, vannak történészek, akik úgy vélik, ez nem a Camponánál lezajlott csata leírása, hanem egy másiké. Az erőd területén még nem került elő olyan régészeti emlék, amelyen a tábor neve is fel lenne tüntetve.

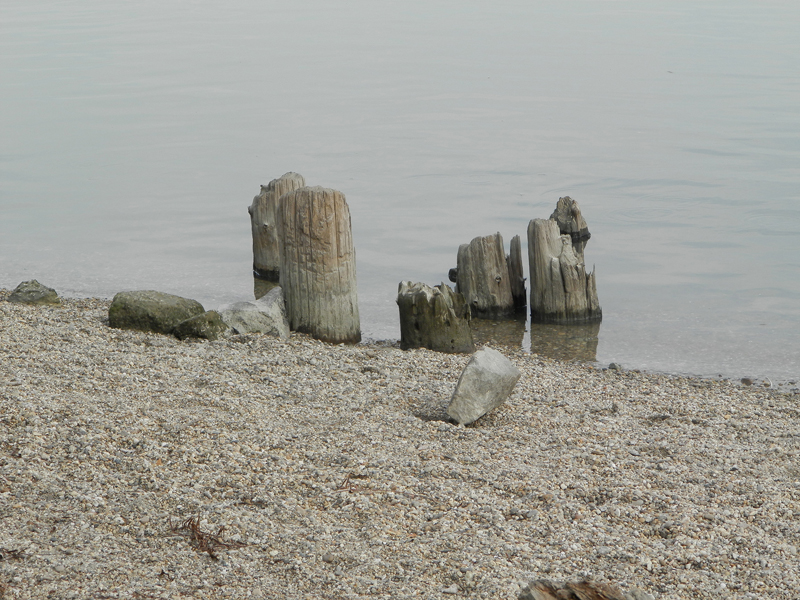
A római kikötő maradványai a Duna partján

## Környéke
Az erőd közvetlen közelében, a mai kastély helyén az 1-2. században használt villa rusticat azonosítottak. Miután leégett, elhagyták. A környéken biztosan volt még egy polgári település, vagyis vicus is. Nyomai még nem találták meg, de Járdányi-Paulovics István ezt a mai katolikus templom környékén sejti. Az Ó (ma: Zambelli Lajos) utcában előkerült oltárkő alapján úgy véli, ott egy Mithras-szentély állt. A táborhoz még temetők csatlakoztak. Egy sírcsoportot Kocsis László a táborfaltól kb. 40 méterre nyugatra talált meg (a mai Hársfa utca-Úttörők útja kereszteződés környékén). Korábban egy másik temetőrészlet a kastély kertjében került elő, közel a tábor falához. Fülep Ferenc a 3-4. századi temető egy részét találta meg a Nepomuki Szent János kápolna környékén. Ez átnyúlik a kastély kertjébe is és még az 5. század elején is használták. A tábor vonalában a Duna partjáról az 1930-as években hatalmas faragott mészkőhasábokat szállítottak a kastély kertjébe. Három darabon "D", kettőn pedig "E" betű volt olvasható. 2003-ban Kocsis László a Duna partján 23 cölöpköteget és több tucat kváderkövet dokumentált. Mivel szemben, a Csepel-szigeten nem találtak római anyagot, ezért feltételezhető, hogy egy kikötő maradványait találták meg. Építési kora bizonytalan.
Távolabb, a nagytétényi barackosokban, a Nagy Lapos dűlőn Mithras-szentély állt; a 2. század közepén épülhetett. Földbe mélyített, egyszerű épület volt, falainak vastagsága 40-60 cm között váltakozik. Kinézetében inkább kunyhóhoz hasonlított, fala sárral tapasztott lehetett; tetejét palás kőből rakták. Bejárata előtt a kis tornácot két faoszlop tartotta, zsindellyel vagy szalmával fedetten. Innen lapos, nem megfaragott lépcső vitt be a szentélybe, ahol a világosságot egy kis ablak biztosította. Belül piros falfestmény-darabokat találtak nagy számban, egy helyen 1,2 méter hosszan még eredeti helyén volt. A Mithrast ábrázoló kultuszkép 1885-ben került a Magyar Nemzeti Múzeumba; három feliratos oltárt még az eredeti helyén láttak. A szentély mellett egy szobortalapzatot leltek, mellette szobortöredékekkel. Fülep Ferenc szerint a környéken villatelepek terülhettek el, de erre régészeti bizonyíték a mai napig nem került elő.

## Utóélete
A 4-5. század fordulóján későszarmata és hun népek költöznek a falak közé. A 6-7. században avar kori lakosságra találnak bizonyítékot a tábor számos pontján. A 8-9-10. századi kerámia a szláv lakosság megjelenését bizonyítja. A 10-11. századból nincs lelet, de a 13. század végétől gazdag régészeti anyag beszél a hely lakottságáról. A római falak felhasználásával épült két gótikus építményről tudunk. Az egyik a mai kastély elődje, ahol a villa rustica egyik falát használják fel pince építéséhez. A másik egy kétszintes, zárt udvaros épület, a mai iskola helyén. A keleti főkapu északi tornyának falai közt 15-16. századi kerámia leletet találnak. Ez alapján feltételezhetően a hely lakófunkciót töltötbe a 15. század első feléig, és csak ekkor bontják le a tornyok még megmaradt, álló falait és hasznosítják újból a köveket. A 18-19. század fordulóján a kastély gyümölcsöskertjének zárófalát úgy húzzák fel, hogy felhasználják hozzá a területen talált római kváderköveket. A keleti főkapu északi átjárójába pince épült az 1820-as években. Ekkor pusztultak el az északi kaputorony déli zárófalának alapjai. A tábor területének nagy része ma is beépített, lakott.

## Feltárása
Campona római tábor maradványai sokáig a felszínen is láthatóak voltak. A regensburgi Suntheim 1500 körül látja a romokat, azokat Potentianaval azonosítja és Attila hun király sírjának nézi. Lazius ugyanebben az időben egy bazilika romjait véli látni ezen a helyen és szintén Potentianaval azonosítja. Marsigli 1726-ban kiadott térképén pontosan helyezte el Campona castellumát, a római tábor körvonalai is elég pontosan felismerhetők. Egy másik 18. századi térképen még megállapíthatók az antik tábor egy főépületének körvonolai. Később, a 19. században sok római szórványemlék kerül elő a föld alól. Ezek hatására Katancsich helyezi először Camponát Nagytéténybe. 1851-ben a Kainer-udvarban került elő egy Jupiternek szentelt oltárkő, a 198-211 közötti időszakból. Alakjából következtethető, hogy egy templom falán lehetett eredetileg elhelyezve, mely feltehetőleg a vicusban állt.  Az 1870-es években kiemeltek egy oltárt a templom falából, Silvanus domesticus-nak szentelve. 1885-ben egy Mithrast ábrázoló kultuszkép került Nagytétényből a Magyar Nemzeti Múzeumba. 1887-ben nagy éremleletet ástak ki a Zsák utcában. A 10585 darabból álló kincs feltehetőleg a tábor pénztára volt, ami egy 330 körüli szarmata betörés során került rejtekhelyére. 1926-ban felszínre került egy hypocaustum részlet, amit az akkor épült iskola pincéjében megőriztek. (Sajnos, a második világháború alatt elpusztult.) 1932-ben falmaradványt ástak ki a területen. Később egy rég betemetett kút monumentális nagyságú, egyetlen kőből álló káváját tárták fel. Szélén még látszott a kötél nyoma, amivel a vizet húzták fel belőle. 1934-ben a nagytétényi Nagy Lapos-dűlőn találtak egy feliratos oltárkövet Mithras tiszteletére. 1935 tavaszán a helyszínen kisméretű Mithreum-ot tártak fel. Ez adta meg a végső ösztönzést a nagyobb feltárásokra. Céljuk a római tábor pontos helyének, alakjának és építési periódusainak megállapítása volt. 1935 nyarán Paulovics István kezdte meg a castellum feltárását. A község lakott területén 30 kutatóárkot húztak. Ekkor előkerült  táborfal több részlete, a Dunára néző porta praetoria, illetve az északkeleti és délkeleti saroktornyok. Feltárta a tábor csatornázottságának jó részét, valamint az ellenség felé néző nyugati főkaput. A falakat a kor színvonalán konzerválták is. Az előkerült leleteket nem publikálta, csak kisebb közleményekben számolt be kutatásairól; sajnos a 2. világháború során a teljes leletanyag megsemmisült. 1949-ben, 1952-ben, 1954-1957 között és 1960-ban Fülep Ferenc folytatta a kutatásokat. Ezek alapján felvázolhatóakká váltak Nagytétény római kori történetének főbb állomásai. 1958-ban Geszti Eszter végzett kutatásokat a kastély alatt. Az 1970-es években tervek születtek a keleti főkapu bemutatására, így a maradványait ekkor konzerválták, kiegészítették és védelméül beton réteggel látták el. 1995-ben leletmentésre került sor, ami elsősorban a korábbi feltárások eredményinek hitelesítését célozta. 1996-tól rendszeres hitelesítő ásatások indultak Kocsis László vezetésével. Ebben az évben egy, Fülep Ferenc által 1949-ben, majd 1952-ben feltárt és hátrahagyott épületrészletet bontottak ki a bozótból és tettek ismét szabaddá. Azonosították a táborközpontban a via praetoria és a via principalis szakaszát, így meghatározhatóakká váltak az itt korábban feltárt épületmaradványok. Újabb adatokat nyertek az itt lévő taberna 15 méteres szakaszáról. 1997-ben a via praetoria és a via principalis találkozásánál lévő épületrészleteket dokumentálták, valamint a keleti főkapunál ástak. Itt elbontottak egy romos épületet is. 1998-ban tovább folyt a régi kutatási eredmények hitelesítése. A via principalis és a via praetoria találkozásánál lévő épületcsoport egy részén dolgoztak, valamint a keleti főkapunál, a via sagularis és a via principalis találkozásánál folyt tovább az ásatás. Leletmentésre is sor került a Kastélymúzeum kertjében és a Szent Flórián téren. 1999-ben az erőd keleti főkapuja, a porta principalis sinistra, az erőd főútja, a via principalis és az erődfalat belülről követő út, a via sagularis kereszteződésében kutattak. 2000-ben és 2001-ben szintén a keleti főkapu feltárását folytatták. 2002-ben a tábor nyugati oldalán, a kaputól északra fekvő bástyatorony területén végeztek részleges kutatásokat. 2003-ban történt az eddigi utolsó feltárás az erőd területén.